# Crocyllis
Crocyllis là một chi thực vật có hoa trong họ Thiến thảo (Rubiaceae).

## Loài
Chi Crocyllis gồm các loài: